# Víctor Álamo de la Rosa
Víctor Álamo de la Rosa est un auteur né en 1969 à El Hierro, une île des îles Canaries.

## Biographie
Il a écrit des poèmes et des contes. Il a également fait paraître des romans, dont :
- Víctor Álamo de la Rosa (trad. François Rosso), L'année de la sécheresse, Grasset, coll. « Romans Étrangers », 2004, 282 p. (ISBN 978-2-246-62351-9)
- Víctor Álamo de la Rosa (trad. Alice Seelow), L'île aux lézards, Grasset, coll. « Romans Étrangers », 2005, 384 p. (ISBN 978-2-246-63321-1)
- Terramours, Grasset, 2007.